# قابیق (شهرستان چنگ‌آلای)
قابیق (به لاتین: Kabyk) یک روستا در قرقیزستان است که در شهرستان چنگ‌آلای واقع شده‌است. قابیق ۱٬۱۰۴ نفر جمعیت دارد و ۲٬۶۸۰ متر بالاتر از سطح دریا واقع شده‌است.